# 大窪谷地古墳
大窪谷地古墳（おおくぼやちこふん）は、現在の宮城県仙台市太白区越路にあった古墳である。愛宕下切通上古墳のそばにある窪地に位置した。1930年以前に松本彦七郎が観察したところでは、直径約15メートル、高さはだいたい3メートルほど。松本はこれを大窪谷地大年寺下古墳（おおくぼやちだいねんじしたこふん）と名づけたが、後に伊東信雄がこれを大窪谷地古墳と呼んだ。内部構造などは不明。現存しない。